# C/2014 W7 (Christensen)
C/2014 W7 (Christensen) — одна з параболічних комет. Ця комета була відкрита 22 листопада 2014 року; вона мала 19.2m на час відкриття.